# Ruige rupsklaver
De ruige rupsklaver (Medicago polymorpha, synoniem: Medicago nigra) is een eenjarige plant die behoort tot de vlinderbloemenfamilie (Leguminosae of Fabaceae). De soort staat op de Nederlandse Rode lijst van planten als zeer zeldzaam en stabiel of iets toegenomen. De plant komt van nature voor in Zuid- en Midden-Europa, Noord-Afrika en West-Azië en is van daaruit verder verspreid. Het aantal chromosomen is 2n = 14.
De kale tot behaarde plant wordt 15-50 cm hoog en heeft een liggende of klimmende stengel, die vaak op de knopen wortelt. De drietallige, tot 2,5 mm lange, omgekeerd hartvormige blaadjes zijn ongevlekt. De steunblaadjes zijn gespleten tot gedeeld en hebben priemvormige slippen.
De ruige rupsklaver bloeit van mei tot in augustus met gele, 3-4,5 mm lange bloemen. De bloemtros bestaat uit één tot zes bloemen. De plant komt voor op vochtige zandgrond aan rivierstrandjes.
De 0,5-1 mm lange, 6-7 mm brede, afgeplatte, meestal bijna kale, stekelige vrucht is een peul, waarvan de gebogen aderen op de één tot zes windingen netvormig verbonden zijn. De gele of bruine, niervormige zaden zijn 2,5-3 mm lang en 1-1,5 mm breed.

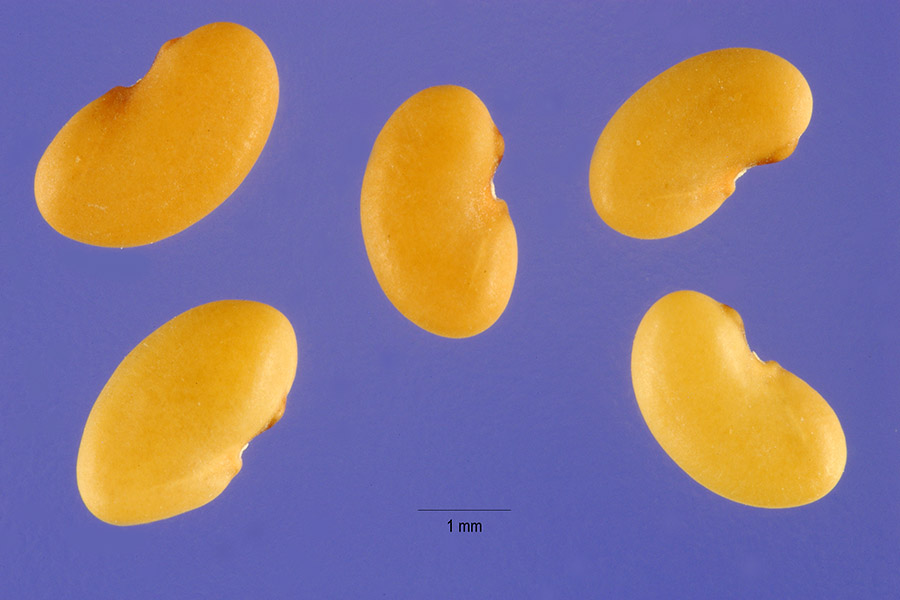
Zaden

## Namen in andere talen
- Duits: Rauher Schneckenklee
- Engels: Toothed Medick, Bur clover
- Frans: Luzerne Polymorphe